# Frank O'Connor (cestista)
Francis O'Connor, detto Frank (Cahersiveen, 1922 – Tullamore, 29 dicembre 1997), è stato un cestista irlandese.

## Carriera
Con l'Irlanda ha preso parte ai Giochi della XIV Olimpiade.